# Bethel Park
Bethel Park è un comune (municipality) degli Stati Uniti d'America, nella contea di Allegheny nello Stato della Pennsylvania. Si trova nella parte sud-occidentale dell'area metropolitana di Pittsburgh.
Nel censimento del 2000 la popolazione era di 33 556 abitanti.
Bethel Park ha avuto lo status di borough fin quando nel 1978, la cittadinanza ha preferito cambiare la propria forma di governo in quella che viene definita una Home rule municipality.

## Società

### Evoluzione demografica
La composizione etnica vede una prevalenza della razza bianca (97,10%), seguita da quella asiatica (1,11%).
| Bethel Park Popolazione | Bethel Park Popolazione |
| ----------------------- | ----------------------- |
| 2000                    | 33 556                  |
| Stima al 01-07-07       | 31 700                  |